# América Football Club (Ceará)
O América Football Club é um clube brasileiro de futebol, sediado na cidade de Fortaleza, capital do estado do Ceará. O América foi fundado em 11 de novembro de 1920, tendo sido campeão estadual em 1935 e em 1966.
Desde a sua fundação, em 1920, passaram pelo América, dirigentes ilustres : Juvenal Pompeu, José Lino da Silveira, Aécio de Borba Vasconcelos, Marcílio Braune, Lívio Correia Amaro, José de Borba, Vládine Pompeu, João Ramos de Carvalho, Cláudio Vilela Lima, Galba Gomes Gurgel, José Xerez, Herialdo Maia Cunha, José Chagas de Oliveira, Mileide Morais, Gianpaolo Damasceno, Alberto Damasceno e muitos outros.
Em 1966 foi o ano especial pros americanos, pois conquista seu segundo título estadual no futebol, além do campeonato cearense de Futsal, Basquetebol e Voleibol. Como equipe de futebol é o time cearense que mais jogou fora do Brasil, tendo resultados honrosos, como a vitória por 1 a 0 sobre a seleção Nacional da Guiana Francesa e o empate sem gols com a seleção de Trinidad e Tobago, na gestão do Dr. Vládine Pompeu.
No futsal, mesmo estando ausente do campeonato adulto desde 1969, ainda permanece como o segundo clube a ter mais títulos na modalidade.

## História

### Símbolos

#### Escudo
| Evolução do Escudo Americano | Evolução do Escudo Americano | Evolução do Escudo Americano | Evolução do Escudo Americano | Evolução do Escudo Americano | Evolução do Escudo Americano | Evolução do Escudo Americano | Evolução do Escudo Americano |
| Primeiro escudo              | Segundo escudo               | Escudo Atual                 |                              |                              |                              |                              |                              |
| ---------------------------- | ---------------------------- | ---------------------------- | ---------------------------- | ---------------------------- | ---------------------------- | ---------------------------- | ---------------------------- |

O Primeiro escudo americano é em formado por um círculo na cor azul e com as letras A, F e C nas cores brancas , no ano seguinte muda o azul pelo vermelho.

#### Mascote

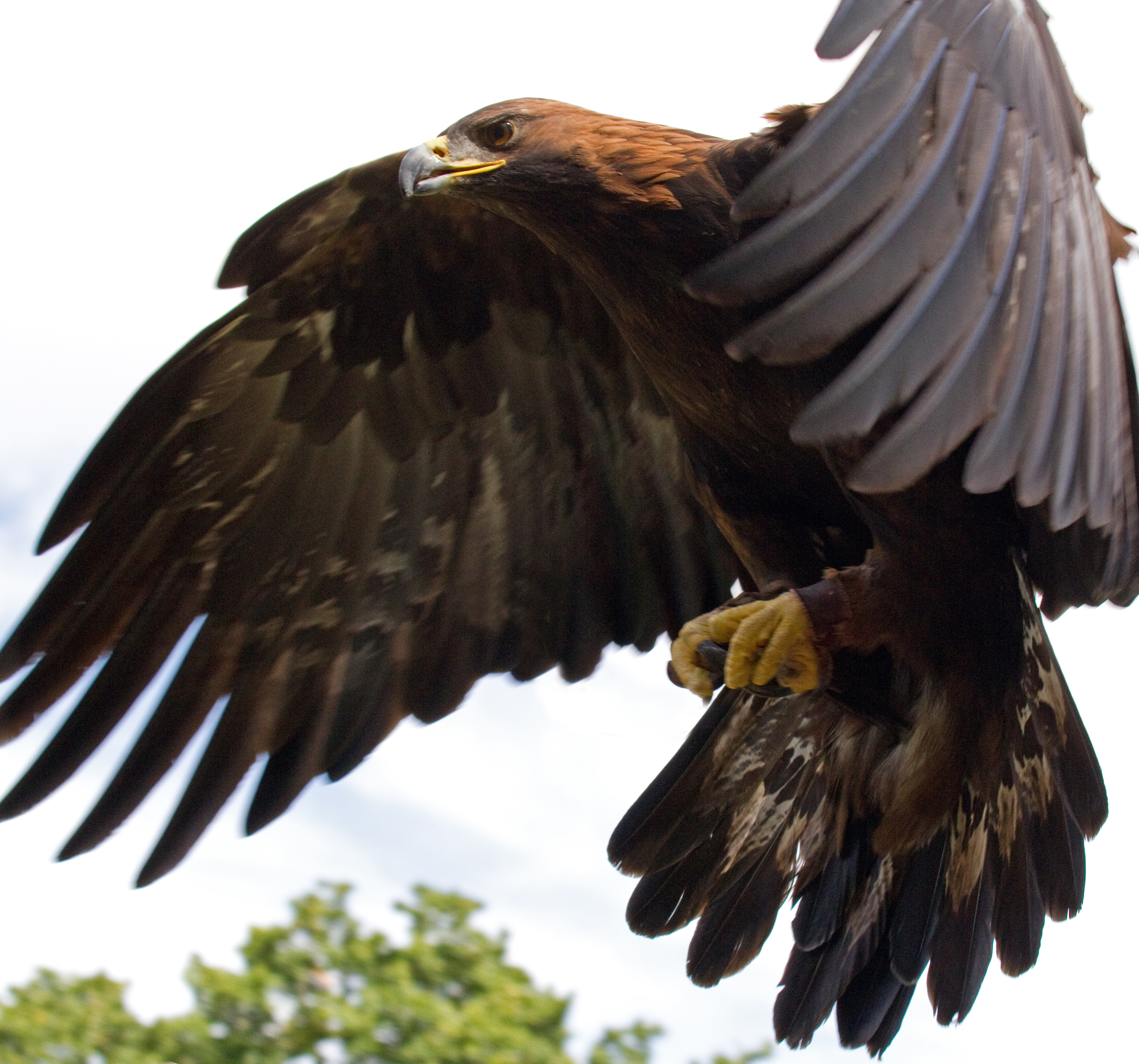
Águia: mascote americana

O mascote do América é a Águia Fênix Alencarina, que a partir da década de 1990 virou o mascote oficial do clube, em substituição ao Diabo, o mascote anterior.

#### Uniformes
As cores do uniforme do América são o vermelho e o branco, sendo que o 1º uniforme consiste de camisa, short e meiões vermelhos. O 2º uniforme é inteiramente na cor branca.

### O Começo Americano

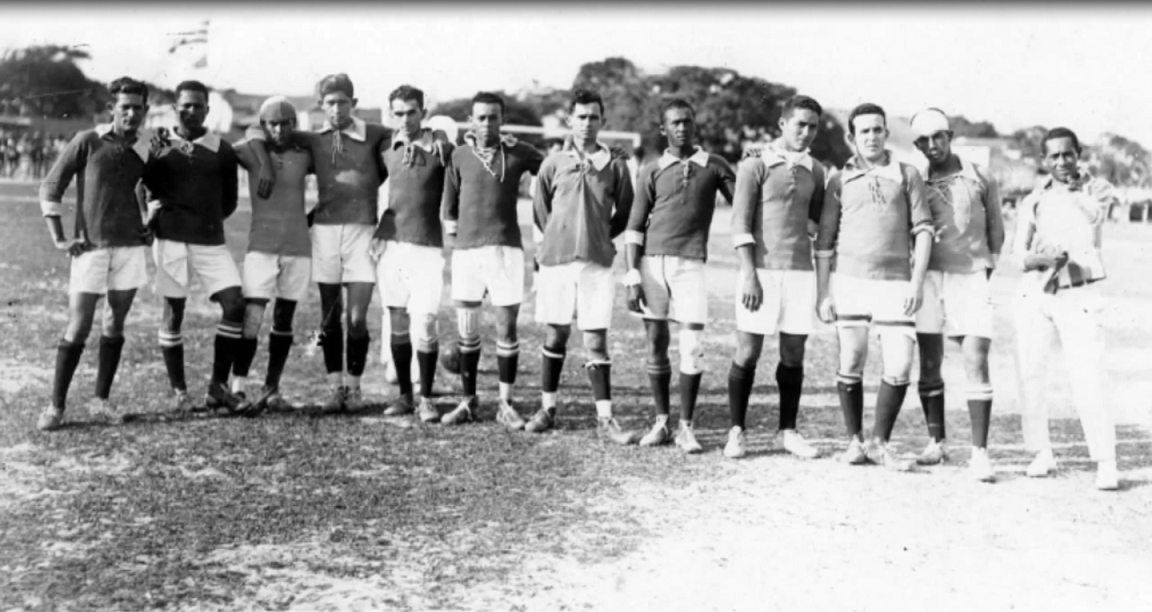
1927: América de Fortaleza

Em 1920 no dia 11 de novembro na casa de Juvenal Pompeu Magalhães se discuti e por unanimidade a dissidência do time infanto-juvenil do Ceará Sporting Club surgindo uma nova equipe, decidindo na ocasião, as cores de sua camisa, rubra, o seu presidente e que seu nome seria América Football Club, inspirado no seu homônimo carioca. O grupo fundador tinha Acrísio Faria de Miranda, Aluísio Gondim Ribeiro, Aníbal Câmara Bonfim, Dagoberto Rodrigues, Antonio Benício Girão, Miguel Aguiar Picanço Filho, Crisanto Moreira da Rocha, além do próprio Juvenal Pompeu, sendo o primeiro presidente, escolhido por unanimidade Acrísio Faria de Miranda, que depois se tornaria político de renome e importância na história local
Em 1921 o América trouxe de Manaus o jogador Canivete para disputa do seu primeiro estadual, no qual termina na quinta colocação. Em 1926 o América, reclamando de más arbitragens, abandonou o campeonato.

### Década de 30: O Primeiro Título
Em 1935 no campeonato disputado por sete equipes consegue o primeiro título local tendo como destaque Mundico, um dos maiores goleadores da história americana, artilheiro do estadual com 11 gols.

### Década de 40: A Construção do  Estádio Americano
Inaugurado em 1944, o Estádio Américo Picanço mais conhecido como campo do América. Foi sede de partidas do Campeonato Cearense de 1945 a 1951. Em 2014 é reinaugurado pela prefeitura de Fortaleza.
Em 1948 consegue a segunda colocação no campeonato estadual.
 Coordenadas : minutos ou segundos > 60

### Década de 50: O campeonato realizado no campo americano e Canhoteiro
No ano de 1951 com o Estádio Presidente Vargas em reformas, o campeonato foi realizado no Campo do América e no Campo do Ceará, atua pelo América, Canhoteiro que depois viria ser ídolo do São Paulo e seleção como lateral esquerdo.
Em 1954 perde o campeonato para o Fortaleza. No ano seguinte fica na quarta colocação mas tem o artilheiro do ano, Mourão com 12 gols.

### Década de 1960: A Sede Social e os títulos no futebol e nos esporte amadores
Nos anos 60, os clubes investem em sedes sociais, juntamente com o Fortaleza, o América são os mais populares no setor, os americanos ergue-se uma sede social na Avenida Dom Manuel frequentado pela juventude local, no comando pelos irmãos Aécio de Borba (futuro presidente da Confederação Brasileira de Futsal) e João de Borba, José Lino da Silveira (futuro presidente da Federação Cearense de Futebol, Livio Amaro e  Marcílio Browne fazendo o time campeão cearense de 1966, com a queda dos clubes sociais na década de 70, tem seu declínio. Pelo estadual tem o artilheiro de 1965, Fernando Carlos com 18 gols e o de 1967 com  Wilson com 12 gols.
Após o título de 1966 do Campeonato Cearense, o clube disputou o Campeonato Brasileiro de Futebol de 1967 (Taça Brasil) equivalente a Série A. O clube foi campeão do Grupo Norte da Taça Brasil após vencer o Paysandu duas vezes pelo placar de 1x0. E na classificação geral do Campeonato Brasileiro de 1967, o clube foi sexto colocado, fazendo uma bela campanha nacional.

### De 1970 a 2000: Declínio americano e a queda para a Série B do Estadual
Após anos com péssimas campanhas no estadual o América caiu para a Segunda Divisão do Campeonato Cearense em 1997.

### Década de 2000: A queda para a C do Estadual
Em 2004 o clube cai para a terceira divisão,depois denominada Série C onde permaneceu até 2013 quando sagrou-se campeão .O histórico ex-presidente do clube, o jornalista e radialista Alberto Damasceno, após 23 anos no cargo, foi substituído por seu filho, Jean Paolo Damasceno, no fim dos anos 2000.Em 2009 o clube passou para as mãos do atual presidente Cleston Sousa Santos.

### Década de 2010: Atualidades Americanas
Em 2013 o clube se aliou ao Grupo Pague Menos, tendo o time basicamente formado por funcionários da empresa, conquista a Série C do Campeonato Cearense, tendo Savyo Souza, que acumula as funções de farmacêutico e de coordenador técnico do Grupo Pague Menos,  após o presidente do clube, Cleston Sousa,conhecer o CT da empresa, denominado de Grêmio Recreativo Pague Menos, localizado no bairro Jacarecanga, na periferia de Fortaleza. O América bancando as despesas administrativas – como taxas com a Federação Cearense de Futebol (FCF), arbitragem, inscrições dos atletas –  e usando o material humano cedido pela farmácia, o clube conseguiu o título e o acesso. Sendo que dos 11 titulares, nove eram jogadores amadores, funcionários da Pague Menos, sendo que do elenco inteiro, apenas quatro eram profissionais.
O clube ganhou espaço no noticiário nacional por conta da contratação do jogador Mário Jardel, cearense que já vestiu a camisa de grandes clubes, do Brasil e do exterior, como o CR Vasco da Gama, Grêmio FBPA, FC Porto, Sporting CP, Galatasaray, chegando inclusive a ser convocado para a seleção brasileira.

## Títulos
| INTER-REGIONAIS (NÃO OFICIAL) | INTER-REGIONAIS (NÃO OFICIAL) | INTER-REGIONAIS (NÃO OFICIAL) | INTER-REGIONAIS (NÃO OFICIAL)       |
|                               | Competição                    | Títulos                       | Temporadas                          |
| ----------------------------- | ----------------------------- | ----------------------------- | ----------------------------------- |
|                               | Grupo Norte da Taça Brasil    | 1                             | 1967                                |
| ESTADUAIS                     |                               |                               |                                     |
|                               | Competição                    | Títulos                       | Temporadas                          |
|                               | Campeonato Cearense           | 2                             | 1935 e 1966                         |
|                               | Campeonato Cearense - Série C | 1                             | 2013                                |
|                               | Torneio Início do Ceará       | 6                             | 1924, 1950, 1956, 1957, 1963 e 1970 |

#### Categorias de base
- Campeão Cearense Aspirante: 1937, 1939 e 1948
- Campeão Cearense Infantil: 1921, 1922 e 1940
- Campeão Cearense Juvenil: 1933

#### Destaques
- Sexto colocado no Campeonato Brasileiro Série A de 1967
- Vice-Campeão Cearense: 1923, 1934, 1948, 1954
- Vice-Campeão Cearense Aspirante: 1949
- Vice-Campeão Cearense Infantil : 1925, 1928
- Vice-Campeão Cearense Juvenil : 1929

### Histórico em competições oficiais

#### Campeonato Cearense
- Primeira Divisão: 1921 a 1927, 1933 a 1935, 1938, 1940 a 1942, 1948 a 1997.
- Segunda Divisão: 1998 a 2004, 2014 e 2015.
- Terceira Divisão: 2005 a 2013.

### Futebol Feminino
Com a equipe de Futebol Feminino foi vice-campeão do Campeonato Cearense de Futebol de 2012

### O América e o nascimento do Futsal no estado[1]
O Futsal no estado do Ceará foi introduzido pelo diretor do América, Livio Correia Amaro, vindo da viagem ao Rio de Janeiro após reunião  com os demais diretores em destaque para Luis Carlos Aguiar e Júlio César Vieira, construíram uma quadra na sede do clube, situada na Rua dos Tabajaras na Praia de Iracema, sendo ali as primeiras exibições do novo esporte. Sendo a quadra inaugurada no dia 3 de setembro realizando a exibição com as equipes dos associados do clube denominadas de América e Diabos Rubros. Tendo boa cobertura da imprensa do Jornal Gazeta de Noticias o novo esporte se desenvolveu também nas equipes dos Líbano Brasileiro, BNB Clube de Fortaleza e muitos outros.
Em 27 de Janeiro de 1956 o secretário do clube, o advogado Luis Carlos Aguiar, que redigiu um projeto de Estatuto aprovado no dia , fundando a Federação Cearense de Futebol de Salão..
No futsal, mesmo estando ausente do campeonato adulto desde 1969, ainda permanece como o segundo clube a ter mais títulos na modalidade.

#### Títulos no Futsal
- Campeão Cearense de Futsal: 1955, 1961, 1964, 1965, 1966, 1967, 1968, 1969

## Esportes olímpicos

### Basquetebol
No basquete, formou uma equipe de primeira linha, tendo como titulares os irmãos Chico Barbosa, Keké e Zé Flávio, mais o Olavo Pimenta e  Benjamin Moreira no qual conquista o pentacampeonato estadual entre 1962 a 1967.
Com apenas seis equipes participando da Taça Brasil de 1966, o América-CE, representante local, fez bonito e alcançou a quarta colocação ao término do certame. Na primeira fase, o América-CE perdeu para o Corinthians, mas venceu o Remo na repescagem, avançando às semifinais. Perdeu para o Vasco e, na disputa pelo terceiro lugar, caiu diante do Minas. A competição teve o Corinthians como campeão e foi breve, mas com tempo suficiente para deixar uma equipe cearense na melhor colocação da história de um torneio nacional de basquete masculino..

#### Títulos no Basquetebol
- Campeão Cearense de Basquetebol: 1962, 1963, 1964, 1966, 1967

### Voleibol
- Campeão Cearense de Voleibol: 1965, 1966, 1967